# Stöchelsberg
Stöchelsberg ist ein Gemeindeteil der Gemeinde Malgersdorf im niederbayerischen Landkreis Rottal-Inn.

## Geografie und Verkehrsanbindung
Die Einöde Stöchelsberg ist über die B20 an das bayrische Straßennetz angeschlossen.